# Orașul roman de la Magdalensberg
Orașul roman de la Magdalensberg a fost o așezare din Noricum, locuită din secolul I î.Hr. până la mijlocul secolului I d.Hr.. Orașul a situat pe versanții și platoul de vârf ai Magdalensberg, în Carintia, Austria.
Acest oraș a fost un important punct comercial pentru fierul noric. Așezarea a fost abandonată după construirea orașului roman Virunum din apropiere, în urma unei perioade de colonizare de aproximativ 90 de ani.
Cea mai faimoasă descoperire de aici este statuia de bronz a Tânărului din Magdalensberg.    .

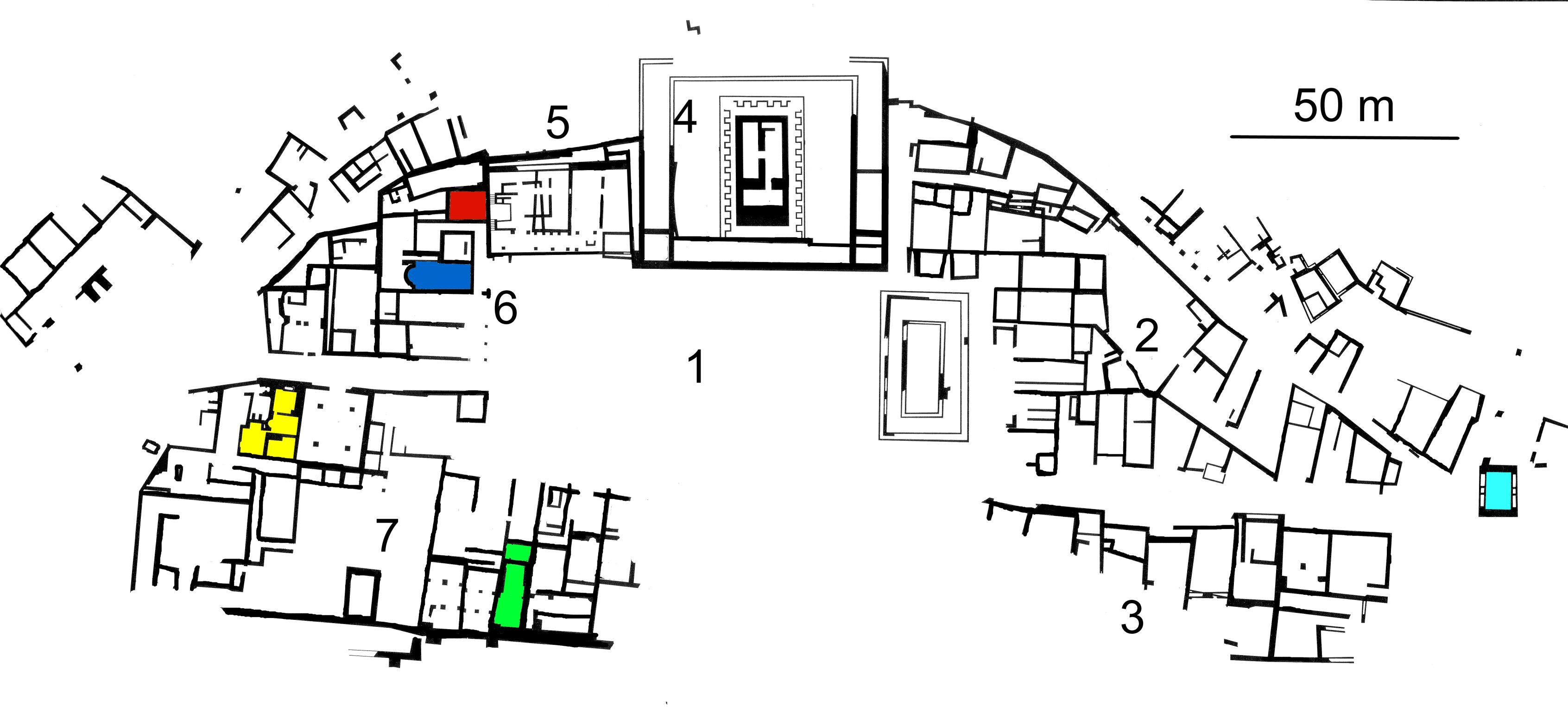
Harta unităților comerciale și a forumului: 1. Forum; 2. Cartierul atelierelor; 3. Clădiri sud; 4. Templu; 5. Pretoriu; 6. Casa reprezentativă; 7. Băi, case în terase și topitorie imperială de aur. Roșu = Clădirea K; Albastru = Clădirea A; Galben = Băi; Verde = Turnătorie; Turcoaz = poarta orasului.
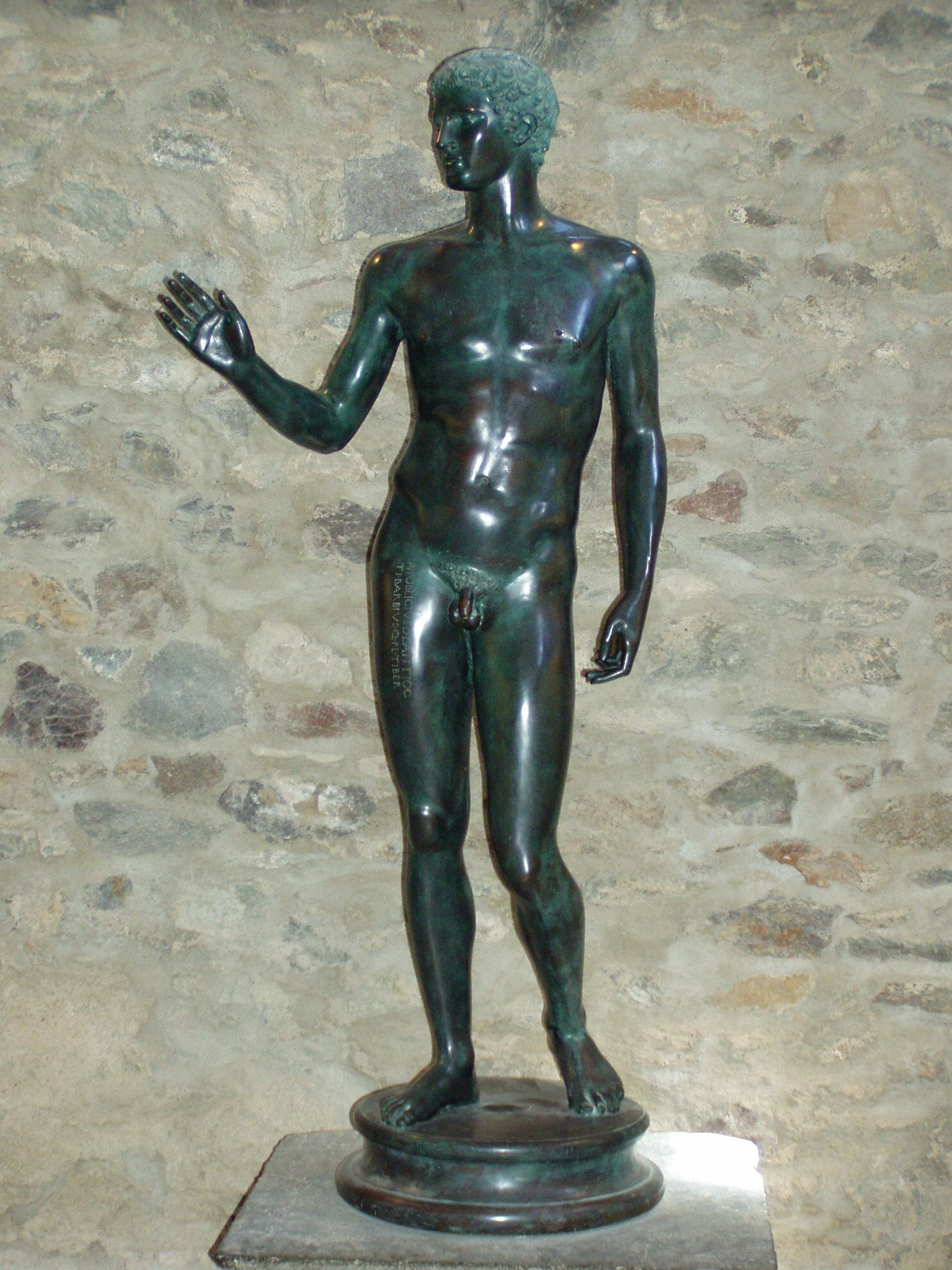
Tânărul din Magdalensberg, copie a Muzeului Regional al Carintiei.